# هندريك هيرتزبيرغ
هندريك هيرتزبيرغ (بالإنجليزية: Hendrik Hertzberg)‏ هو كاتب العمود وصحفي أمريكي، ولد في 1943 في نيويورك في الولايات المتحدة.

## وصلات خارجية
- هندريك هيرتزبيرغ على موقع إن إن دي بي (الإنجليزية)